# Buteogallus solitarius
Buteogallus solitarius е вид птица от семейство Ястребови (Accipitridae). Видът е почти застрашен от изчезване.

## Разпространение
Видът е разпространен в Аржентина, Белиз, Боливия, Венецуела, Гватемала, Гвиана, Еквадор, Колумбия, Коста Рика, Мексико, Никарагуа, Панама, Перу, Салвадор и Хондурас.